# 马克·穆涅萨
馬克·蒙尼沙·馬天尼斯（1992年3月27日—）是一名西班牙職業足球員，效力於卡塔爾星級足球聯賽俱樂部阿拉比，司職左後衛。

## 球會生涯
蒙尼沙生於加泰羅尼亞赫羅納省略雷特德马尔，自小便是巴塞隆拿足球會的學徒，在拉瑪西亞進步神速，15歲時已有傳英超球會車路士有意收購他。2009年5月23日，蒙尼沙完成巴塞一隊首秀，以17歲又57日的年齡成為隊史第二年輕為一隊上陣的球員，可是蒙尼沙在替補上場後不久便因攔截過猛被逐，已提前奪冠的主隊巴薩0–1負於奧沙辛拿。數天後，他入選對曼聯的2009年歐洲聯賽冠軍盃決賽後備名單中，巴薩2–0奪冠。
2009–10賽季，蒙尼沙和其他4名巴塞隆拿B隊球員代表一隊出席一些季前友賽，但在賽季開始後，他繼續留在處於乙二組的B隊，上陣19場並打入1球，助B隊11年後重返第二級別聯賽。
2011年2月15日，蒙尼沙與球會續約一年，並把毀約金提高至3000萬歐元。翌年4月4日，球會宣布再與球員續約，並讓其在來季升上一線隊。但他卻在新賽季開始前對漢堡的友賽中拉傷前十字韧带，須暫別賽場6個月。

## 榮譽
巴塞隆拿
- 歐洲聯賽冠軍盃：2008–09
- 歐洲超級盃：2009
- 西甲聯賽：2008–09
- 國王盃：2008–09
- 西班牙超級盃：2009、2010

西班牙U17
- U17世界盃：季軍 2009

西班牙U21
- U21歐國盃: 冠軍 (2013年)

## 球會數據
截至2012年5月23日
| 球會        | 賽季     | 聯賽 | 聯賽 | 盃賽 | 盃賽 | 歐洲 | 歐洲 | 其他 | 其他 | 總計 | 總計 |
| 球會        | 賽季     | 上陣 | 進球 | 上陣 | 進球 | 上陣 | 進球 | 上陣 | 進球 | 上陣 | 進球 |
| ----------- | -------- | ---- | ---- | ---- | ---- | ---- | ---- | ---- | ---- | ---- | ---- |
| 巴塞隆拿B隊 | 2009–10  | 21   | 1    | —    | —    | —    | —    | —    | —    | 21   | 1    |
| 巴塞隆拿B隊 | 2010–11  | 25   | 2    | —    | —    | —    | —    | —    | —    | 25   | 2    |
| 巴塞隆拿B隊 | 2011–12  | 24   | 1    | —    | —    | —    | —    | —    | —    | 24   | 1    |
| 巴塞隆拿B隊 | 總計     | 70   | 4    | —    | —    | —    | —    | —    | —    | 70   | 4    |
| 巴塞隆拿    | 2008–09  | 1    | 0    | 0    | 0    | 0    | 0    | 0    | 0    | 1    | 0    |
| 巴塞隆拿    | 2011–12  | 1    | 0    | 0    | 0    | 2    | 0    | 0    | 0    | 3    | 0    |
| 巴塞隆拿    | 總計     | 2    | 0    | 0    | 0    | 2    | 0    | 0    | 0    | 4    | 0    |
| 生涯總計    | 生涯總計 | 72   | 4    | 0    | 0    | 2    | 0    | 0    | 0    | 74   | 4    |

## 外部連結
- 巴塞隆拿足球會官方檔案 （页面存档备份，存于） （简体中文）
- BDFutbol檔案 （页面存档备份，存于） （英文）
- 马克·穆涅萨 – FIFA國際賽競賽紀錄 (存檔) （英文）
- Transfermarkt檔案 （页面存档备份，存于） （英文）